# Modula (programovací jazyk)
Programovací jazyk Modula je následníkem programovacího jazyka Pascal. Jazyk vytvořil Niklaus Wirth, autor jazyka Pascal v 70. letech 20. století ve Švýcarsku. Hlavní inovací jazyka Modula oproti Pascalu je podpora modulárního programování, která umožňuje seskupovat příbuzné deklarace do programových jednotek; odtud pochází i jméno jazyka. Definice jazyka je obsažena ve Wirthově zprávě Modula. A language for modular multiprogramming publikované v roce 1976.
První implementaci jazyka Modula vytvořil sám Niklaus Wirth pro PDP-11. Brzy následovaly další implementace, z nichž nejvýznamnější byl překladač vytvořený na University of York a překladač PL Modula vyvinutý v Philips Laboratories, který generoval kód pro mikroprocesor LSI-11.
Vývoj jazyka Modula byl ukončen krátce po jeho publikaci. Wirth se pak soustředil na následníka jazyka Modula – jazyk Modula-2.